# Бухонка (Њамц)
Бухонка (рум. Buhonca) насеље је у Румунији у округу Њамц у општини Должешти. Oпштина се налази на надморској висини од 232 m.

## Становништво
Према подацима из 2002. године у насељу је живело 653 становника, од којих су сви румунске националности.